# Lothar Herzog (Regisseur)
Lothar Herzog (* 1977 in Freiburg im Breisgau) ist ein deutscher Filmregisseur und Drehbuchautor.

## Leben
Lothar Herzog wurde geboren in Freiburg im Breisgau und wuchs in Paris auf. Er studierte Kulturwissenschaften und Ästhetische Praxis an der Universität Hildesheim und Film Studies in San Francisco. Er wirkte als Darsteller in Theaterproduktionen mit und produzierte Videos für Theater und Konzerte. Dann studierte er Filmregie an der Deutschen Film- und Fernsehakademie Berlin und drehte diverse Kurzfilme sowie einen Langspielfilm. Lothar Herzog leitet außerdem Seminare und Workshops und ist Autor eines Online-Kurses zum Thema Filmemachen.

## Werk
Seine Kurzfilme Bonzenkarren und weisst du eigentlich dass ganz viele blumen blühen im park wurden auf zahlreichen internationalen Filmfestivals präsentiert, unter anderem auf der Berlinale und in Cannes. Lothar Herzogs erster Langspielfilm 1986 hatte Premiere auf dem Zurich Film Festival und wurde danach unter anderem auf Filmfestivals in Hof, Minsk, Park City (Slamdance) und Shanghai gezeigt. Der Film gewann den Goldpreis für die Beste Regie bei den Internationalen Hofer Filmtagen, war bei den First Steps Awards 2019 nominiert als Bester Spielfilm und gewann für die Beste Produktion.

## Filmografie (Auswahl)
- 2008: Wasserspiegel (Kurzspielfilm)
- 2008: Bonzenkarren (Kurzspielfilm)
- 2011: weisst du eigentlich dass ganz viele blumen blühen im park (Kurzspielfilm)[7]
- 2019: 1986

## Auszeichnungen
- 2019: Hofer Goldpreis[8] für die Beste Regie für 1986
- 2019: First Steps NO FEAR Produktionspreis[9] für 1986
- 2019: Nominierung für den First Steps Preis Bester Spielfilm für 1986
- 2020: Beste Kamera bei Achtung Berlin – New Berlin Film Award[10] für1986
- 2020: Best Feature Film beim Mosfilmfest Moskau[11] für 1986
- 2020: Best Supporting Actor für Evgeni Sangadzhiev im Film 1986 beim Loudoun Arts Film Festival (USA)[12]
- 2022: Rimbaud du Scénario (Bestes Drehbuch) bei Les Rimbaud du Cinéma[13]